# 4 Kijowska Dywizja Strzelców
4 Kijowska Dywizja Strzelców (ukr. 4-та Київська стрілецька дивізія) – dywizja wchodząca w skład Armii Ukraińskiej, biorąca udział w wojnie polsko-bolszewickiej jako sojusznik Wojska Polskiego.

## Formowanie i zmiany organizacyjne
Utworzona na początku grudnia 1919 jako Kijowska Dywizja Zbiorcza. W jej skład weszły jednostki dawnej Grupy Kijowskiej, 9 Dywizji Kolejowej, 1 Huculskiego pułku piechoty morskiej i korpusu Strzelców Siczowych.  Cała piechota stanowiła jeden pułk piechoty, kawaleria – jeden pułk konny, a artyleria – jeden kureń artylerii.
Według raportu z 22 maja 1920 roku dywizja miała następujący skład:
- 1 batalion strzelców (3 kurenie po 200 żołnierzy);
- 2 batalion strzelców (3 kurenie po 100 żołnierzy);
- dwa pułki jazdy, każdy po 4 sotnie liczące przeciętnie po 50–60 żołnierzy, a także cztery karabiny maszynowe i działo (łącznie ok. 400–480 żołnierzy);
- dywizjon artylerii (6 dział, w tym 4 sprawne)[2].

Bataliony piechoty były formacjami skadrowanymi, złożonymi głównie z oficerów i podoficerów.

## Żołnierze oddziału
| Dowództwo jednostki         |                        |       |
| Stopień, imię i nazwisko    | Okres pełnienia służby | Uwagi |
| Dowódca dywizji             |                        |       |
| gen. chor. Jurij Tiutiunnyk | podczas całej wojny    |       |
| Zastępcy dowódcy dywizji    |                        |       |
| gen. chor. Andrij Wowk      | 17 VI – 25 VII         |       |
| płk Wołodymyr Janczenko     | ?                      |       |
| gen. chor. Andrij Wowk      | 1 IX – koniec wojny    |       |
| Szefowie sztabu             |                        |       |
| płk Andrij Wowk             | 14 XI 1919 – 11 V 1920 |       |
| por. Josyp Dobrotworskyj    | 11 – 26 V              |       |
| sot. Mykoła Błoszczanewycz  | 26 V – 19 IX           |       |
| ppłk Ołeksij Łusznenko      | 9 IX – koniec wojny    |       |